# アジア相互協力信頼醸成措置会議
アジア相互協力信頼醸成措置会議（アジアそうごきょうりょくしんらいじょうせいそちかいぎ、英語: Conference on Interaction and Confidence-Building Measures in Asia : CICA、ロシア語: Совещание по взаимодействию и мерам доверия в Азии : СВМДА）は、1993年に発足した多国間協力組織、もしくは国家連合である。
1992年10月の第47回国連総会において、カザフスタン大統領ヌルスルタン・ナザルバエフがアジア全域の相互協力と信頼醸成を目的とする地域フォーラムとして設立を提唱したことに始まる。正規加盟は26か国・地域、オブザーバーは日本を含む7か国・4機関であり、西アジア、中央アジア、南アジア、東アジアだけでなく、ロシアのような北アジアまで及ぶ。カザフスタンのアルマトイに常設事務局が置かれている。
"欧州安全保障協力機構（OSCE）のアジア版"との見方がある。

## 沿革
1993年3月、活動開始。1999年、第1回外相会合、CISA加盟国相互関係原則宣言。2002年6月、アルマトイで第1回首脳会合（サミット）。このときの加盟国は、全上海協力機構加盟国を含む15か国とパレスチナで、オブザーバーは日本・アメリカ合衆国・オーストラリアなど14か国であった。2004年、第2回外相会合。2006年、第2回首脳会合。2008年、第3回外相会合。2010年、第3回首脳会合。2012年、第3回外相会合。2014年5月20日-21日、上海で第4回首脳会合を行い、上海協力機構と協力に向けた合意を結び、議長国中国の習近平国家主席（党総書記）は「アジアの安全はアジアの国家と人民が築くべき」と演説し、ナザルバエフ大統領からは安全保障機構への改組が提案された。
　

## 関係国・機関

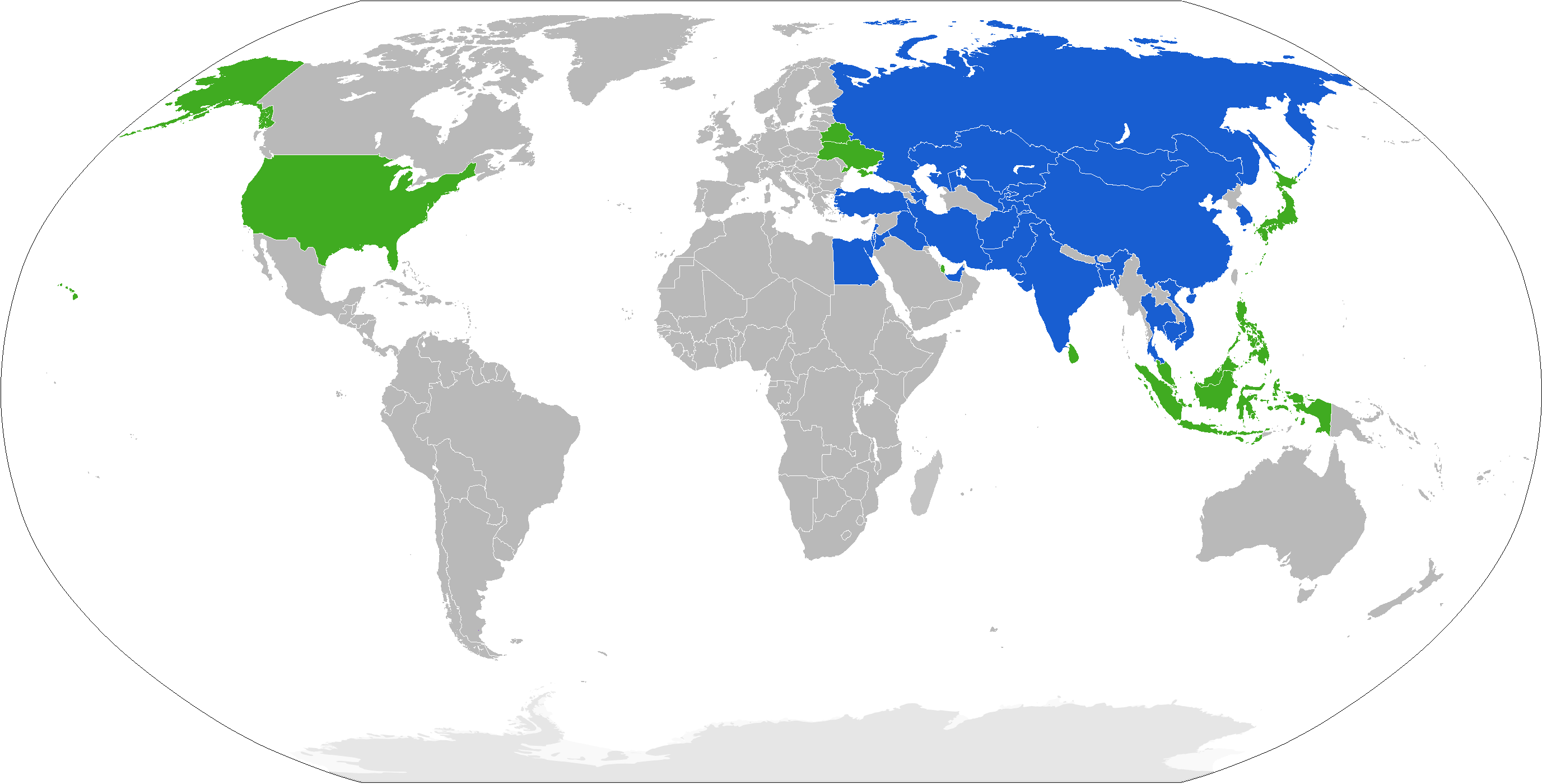
青色：加盟、緑色：オブザーバー

ロゴマーク

| 正規加盟国: - アフガニスタン - アゼルバイジャン - バーレーン - バングラデシュ - カンボジア - 中国 - エジプト - インド - イラン - イラク - イスラエル - ヨルダン - カザフスタン - キルギス - 韓国 - モンゴル - パキスタン - パレスチナ - カタール - ロシア - タジキスタン - タイ - トルコ - アラブ首長国連邦 - ウズベキスタン - ベトナム |  | オブザーバー参加国: - ベラルーシ - インドネシア - 日本 - マレーシア - フィリピン - スリランカ - ウクライナ - アメリカ合衆国 オブザーバー参加機関: - 国際連合 - 欧州安全保障協力機構（OSCE） - アラブ連盟 - テュルク評議会（TURKPA） |  | アジアの非加盟国: - アルメニア - ブータン - ブルネイ - キプロス - ジョージア - 北朝鮮 - クウェート - ラオス - レバノン - モルディブ - ミャンマー - ネパール - オマーン - サウジアラビア - シンガポール - シリア - 中華民国（台湾） - 東ティモール - トルクメニスタン - イエメン |